# Piosenki Reny Rolskiej
Piosenki Reny Rolskiej – pierwszy minialbum nagrany przez Renę Rolską zawierający piosenki z kabaretu Pineska. Nagrania zawarte na płycie zostały zarejestrowane w 1957 roku i w tym samym roku wydane przez wytwórnię Veriton. Muzykę do wszystkich utworów na płycie napisał Zbigniew Kancler, a słowa – Henryk Kotarski. Płyta stanowi pierwsze wydawnictwo solowe artystki.

## Lista utworów
Strona a:
1. Mogłabym (Zbigniew Kancler – Henryk Kotarski)
2. Miłość była o krok (Zbigniew Kancler – Henryk Kotarski)

Strona b:
1. Dzwonią telefony (Zbigniew Kancler – Henryk Kotarski)
2. Dziękuję ci pogodo (Zbigniew Kancler – Henryk Kotarski)

## Muzycy
- Rena Rolska – śpiew
- Zespół – akompaniament
- Jerzy Herman – dyrekcja